# Sonnet 138
Sonnet 138 o When my love swears that she is made of truth è il centotrentottesimo dei Sonnets di William Shakespeare.
When my love swears that she is made of truth,
I do believe her though I know she lies,
That she might think me some untutor'd youth,
Unlearned in the world's false subtleties.
Thus vainly thinking that she thinks me young,
Although she knows my days are past the best,
Simply I credit her false-speaking tongue;
On both sides thus is simple truth suppressed.
But wherefore says she not she is unjust?
And wherefore say not I that I am old?
O! love's best habit is in seeming trust,
And age in love loves not to have years told:
Therefore I lie with her, and she with me,
And in our faults by lies we flatter'd be.
Il sonetto è uno dei due (l'altro è il 144) inseriti nella raccolta Il pellegrino appassionato, editata nel 1599, dieci anni prima degli Shakespeare's Sonnet pubblicati da Thorpe.

## Analisi del testo
In questo sonetto l'io lirico si mostra cosciente della necessità della menzogna (lie) all'interno del rapporto amoroso con la sua amante. Nel mentirsi l'un l'altra, nella presa di coscienza e nella accettazione di questa necessità, sostiene che stia la natura stessa del rapporto amoroso: infatti in our faults by lies we flatter'd be, "nelle nostre colpe ci lusinghiamo con menzogne", dice il secondo verso del distico, concludendo il messaggio del sonetto.
Ecco che anche il v. 11 (O! love's best habit is in seeming trust), tradotto da Cecchin con "Oh, in amore è meglio mostrare fiducia", è anche reso da Calimani con "La miglior veste d'amore è fingere fiducia", sottolineando l'accento che il testo inglese pone sulla menzogna come fulcro del Sonnet 138, ma anche di tutta la raccolta shakespeariana.